# Dalton Highway
Der Dalton Highway (Alaska Route 11) ist eine 666 km (414 mi) lange Fernstraße in Alaska, die Fairbanks mit Deadhorse nahe der Beaufortsee verbindet.

## Allgemeines
Der nach dem Ingenieur James W. Dalton (1913–1977) benannte Highway führt in Nord-Süd-Richtung. Es gibt unterwegs wenige Tankstellen, Übernachtungs- oder Verpflegungsmöglichkeiten. Erst 1979 wurde der – ursprünglich als Transportweg (englisch haul road) oder „Hickel Highway“ bezeichnete – Highway umgetauft und 1981 für die Öffentlichkeit freigegeben. Nach dem Bau des Highways waren zunächst nur die ersten 88 Kilometer von Fairbanks bis zum Yukon River, später dann ein weiteres Teilstück über 251 Kilometer bis zum Disaster Creek, für den öffentlichen Verkehr freigegeben. Der auch im Winter geöffnete Highway ist einer der Drehorte der Serie Ice Road Truckers.

## Geschichte
Im Jahre 1966 vergab Gouverneur Walter J. Hickel den Auftrag, den alaskanischen North Slope für Explorationen freizugeben. Um einen Transportweg zu schaffen, begann man im November 1968 mit dem Straßenbau in Nord-Süd-Richtung. Die Bauarbeiten wurden auch den Winter hindurch bis März 1969 fortgesetzt. Der Oberbau erfolgte unmittelbar auf dem Permafrostboden, der ab Mai 1968 auftaute und die Naturpiste in einen unpassierbaren Wasserkanal verwandelte. Auch Verzögerungen des Baus der meist parallel zum Highway verlaufenden Trans-Alaska-Pipeline führten zur Einstellung der Baumaßnahmen, die erst am 29. April 1974 wieder aufgenommen wurden. 
Die Eröffnung des Highway fand nach weiterer fünfmonatiger Bauzeit am 29. September 1974 statt. Durch die Trans-Alaska-Pipeline floss am 20. Juni 1977 erstmals Öl.

## Verlauf

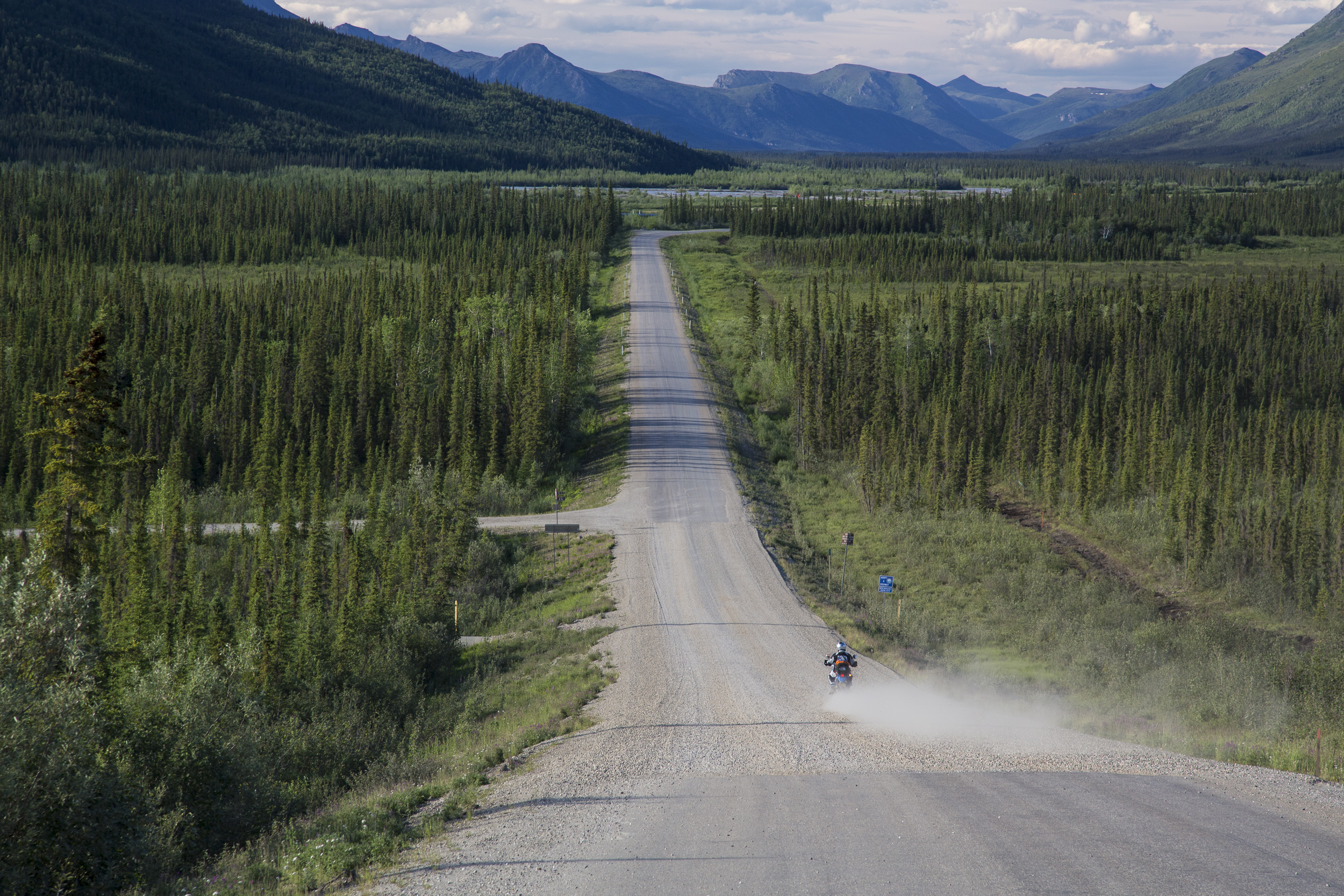
Dalton Highway südlich der kontinentalen Wasserscheide: Auf Permafrost wachsen die Bäume nicht immer gerade (englisch drunken forests)
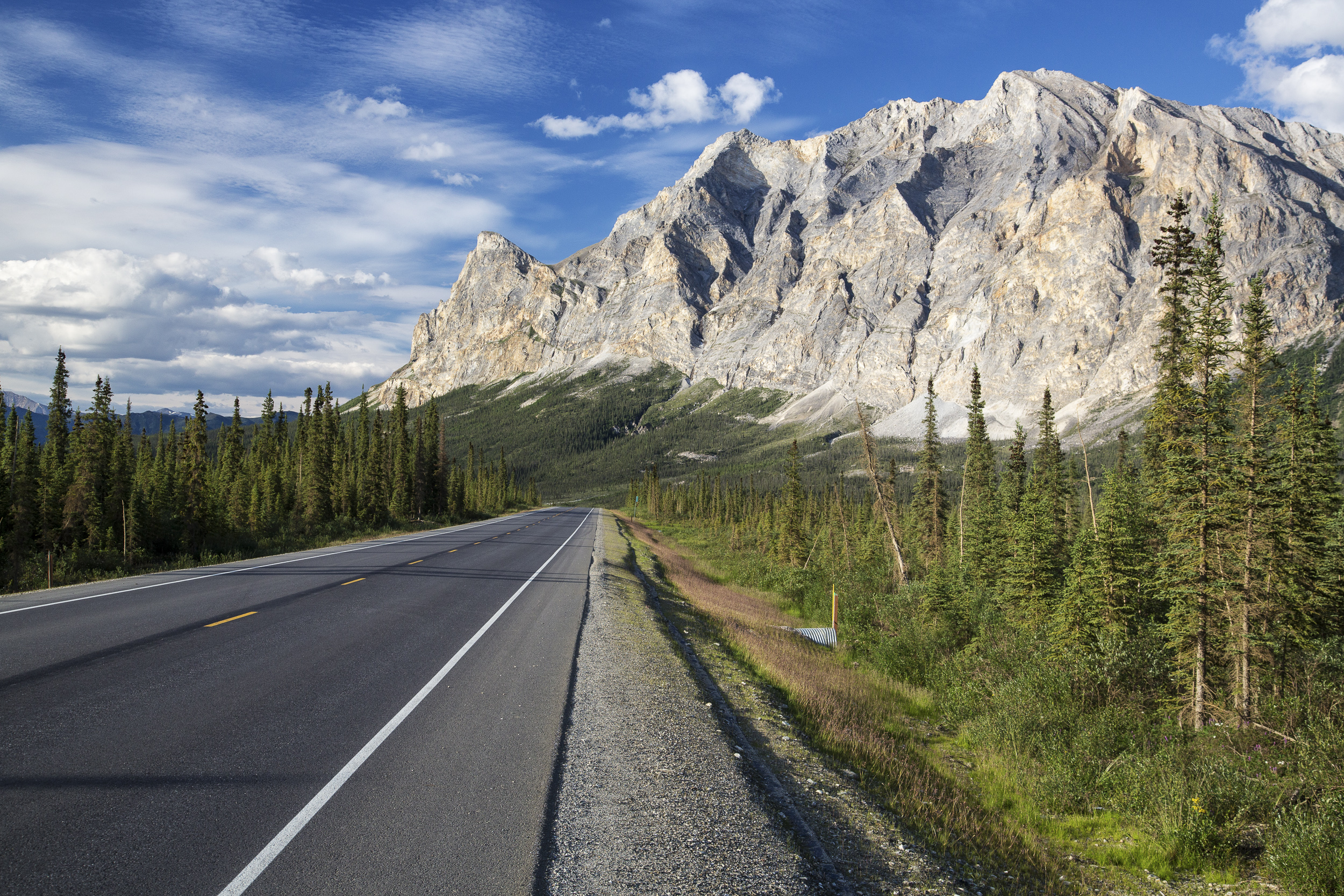
Dalton Highway am Sukakpak Mountain (1359 m)
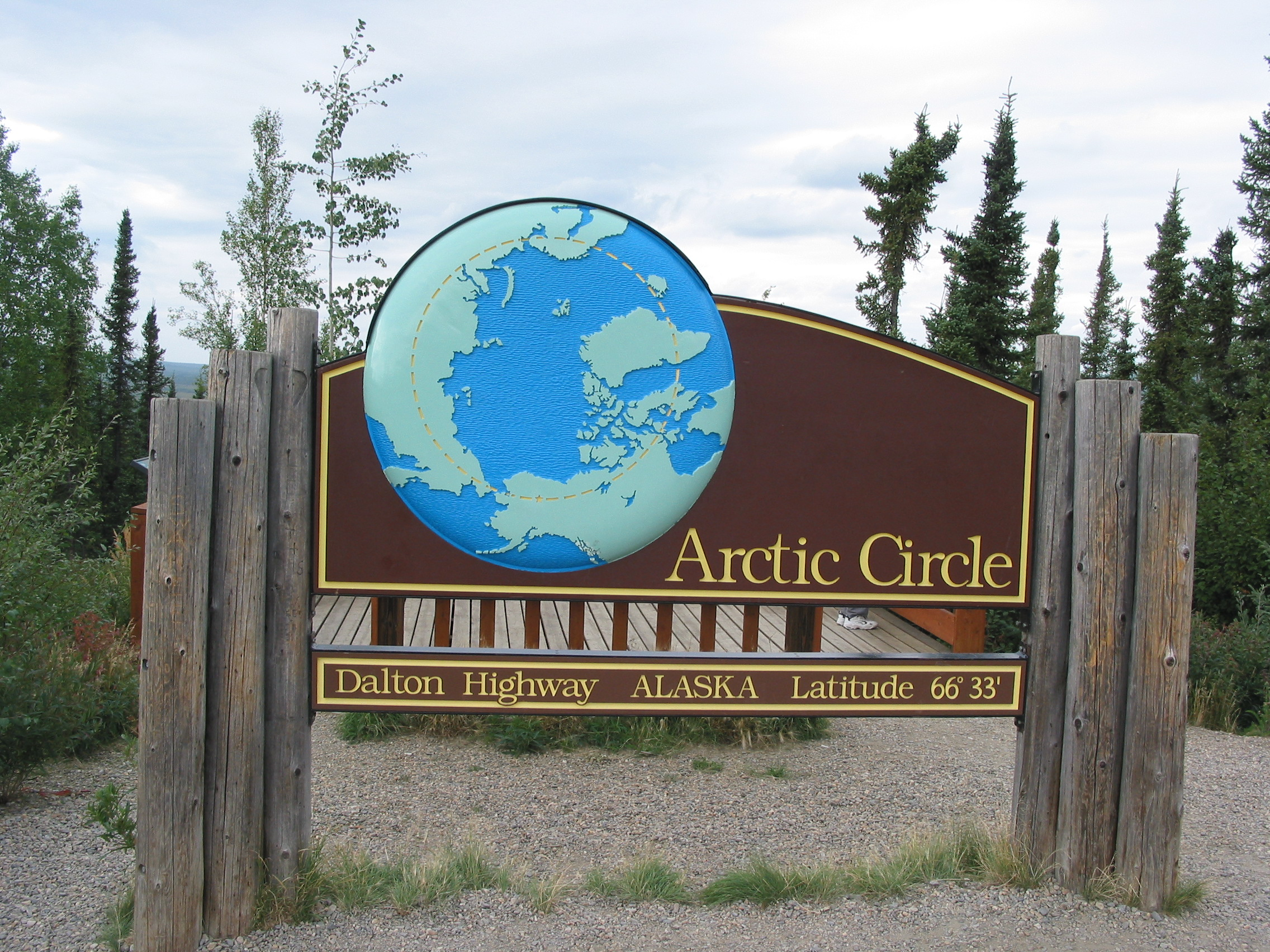
Am Polarkreis
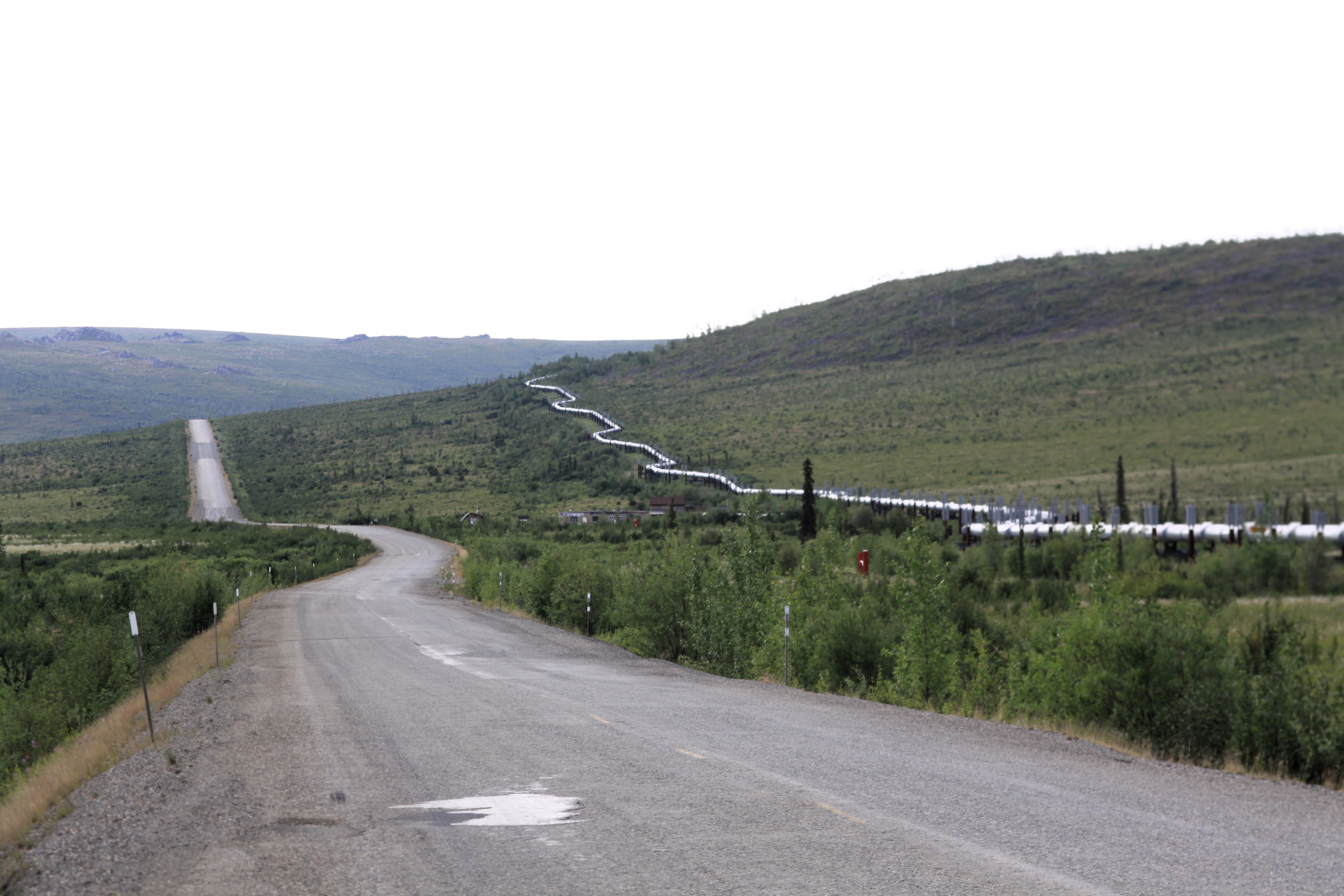
Der Dalton Highway und die Trans-Alaska-Pipeline nahe dem Polarkreis
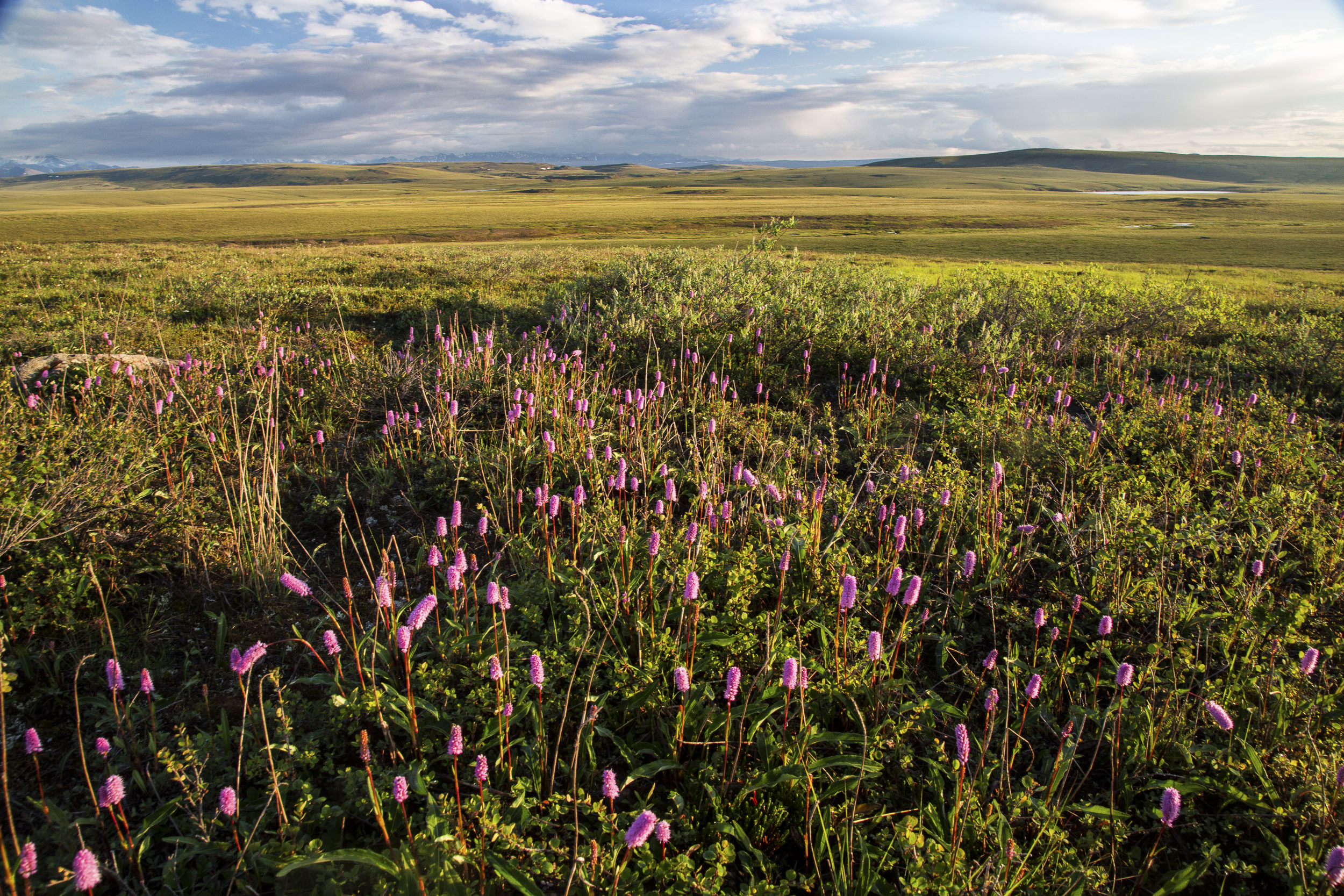
Tundra-Vegetation am Dalton Highway
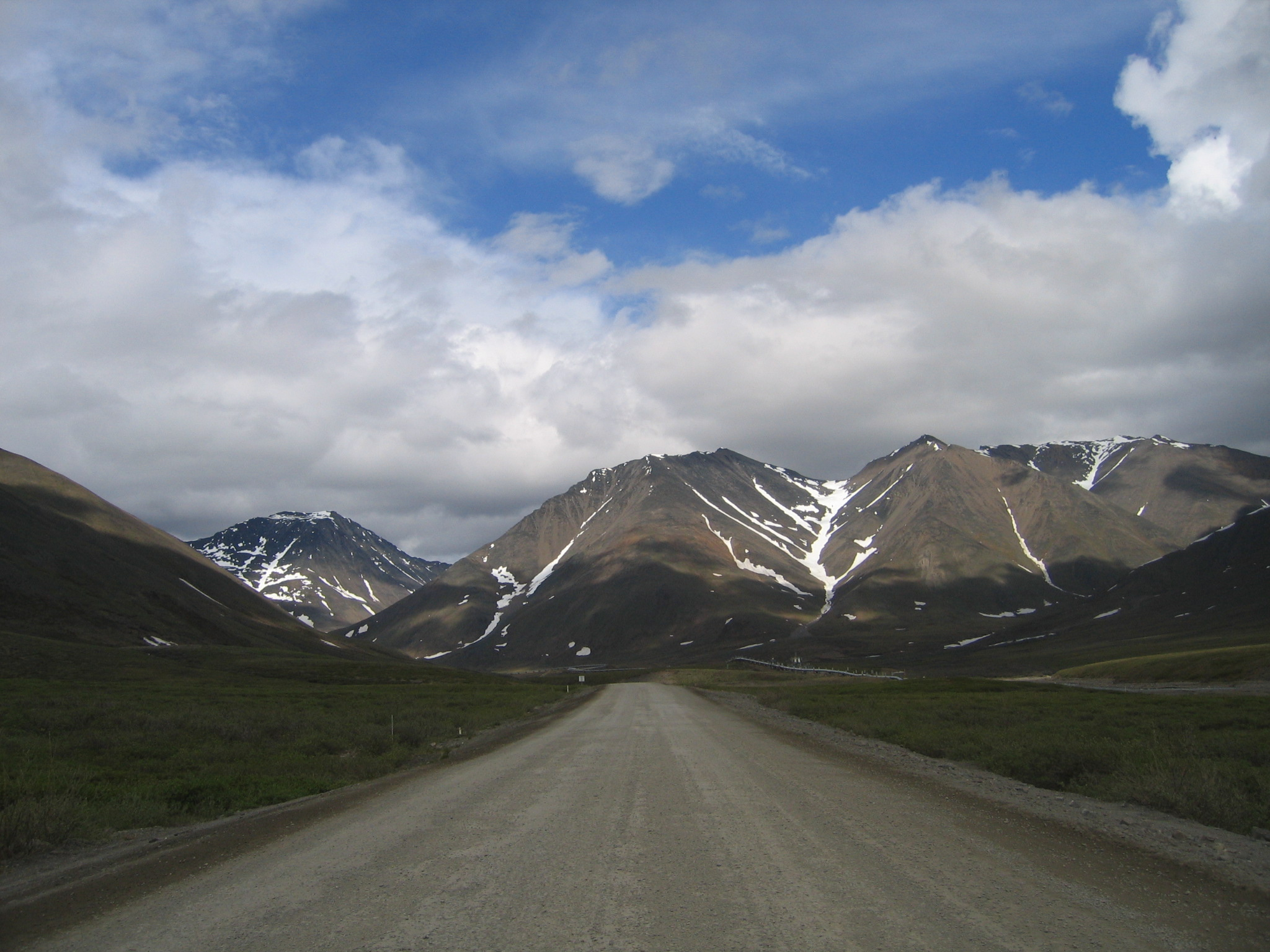
Highway und Chandalar Shelf am Oberlauf des Chandalar River
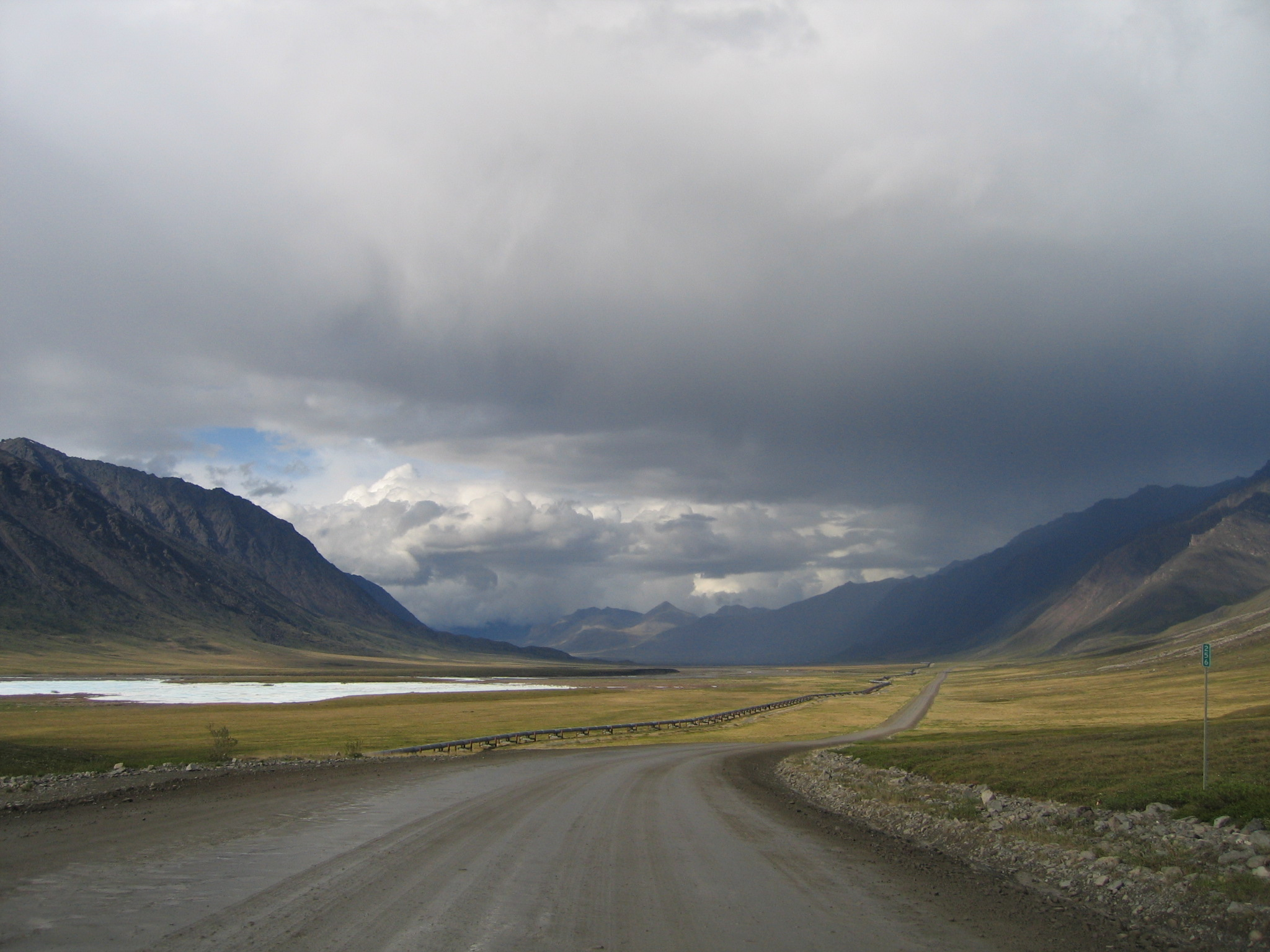
Am Atigun Pass
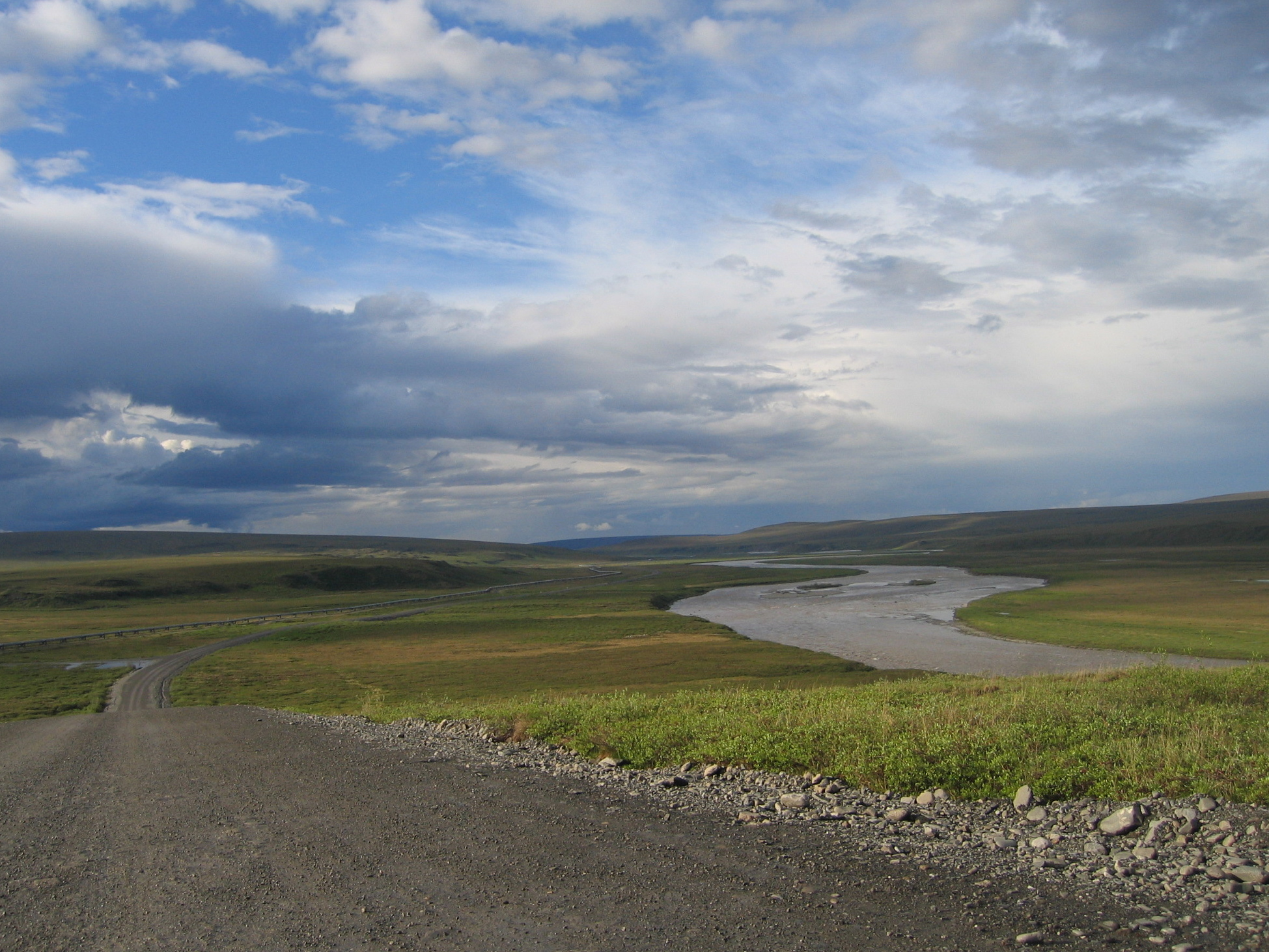
Zwischen dem Atigun Pass und Deadhorse verläuft der Highway parallel zum Sagavanirktok River
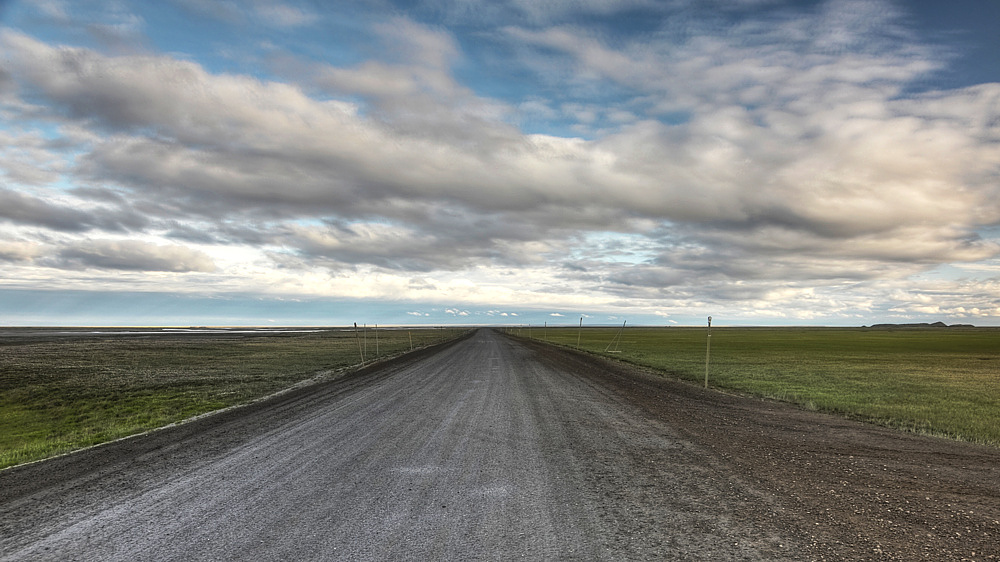
Südlich von Deadhorse
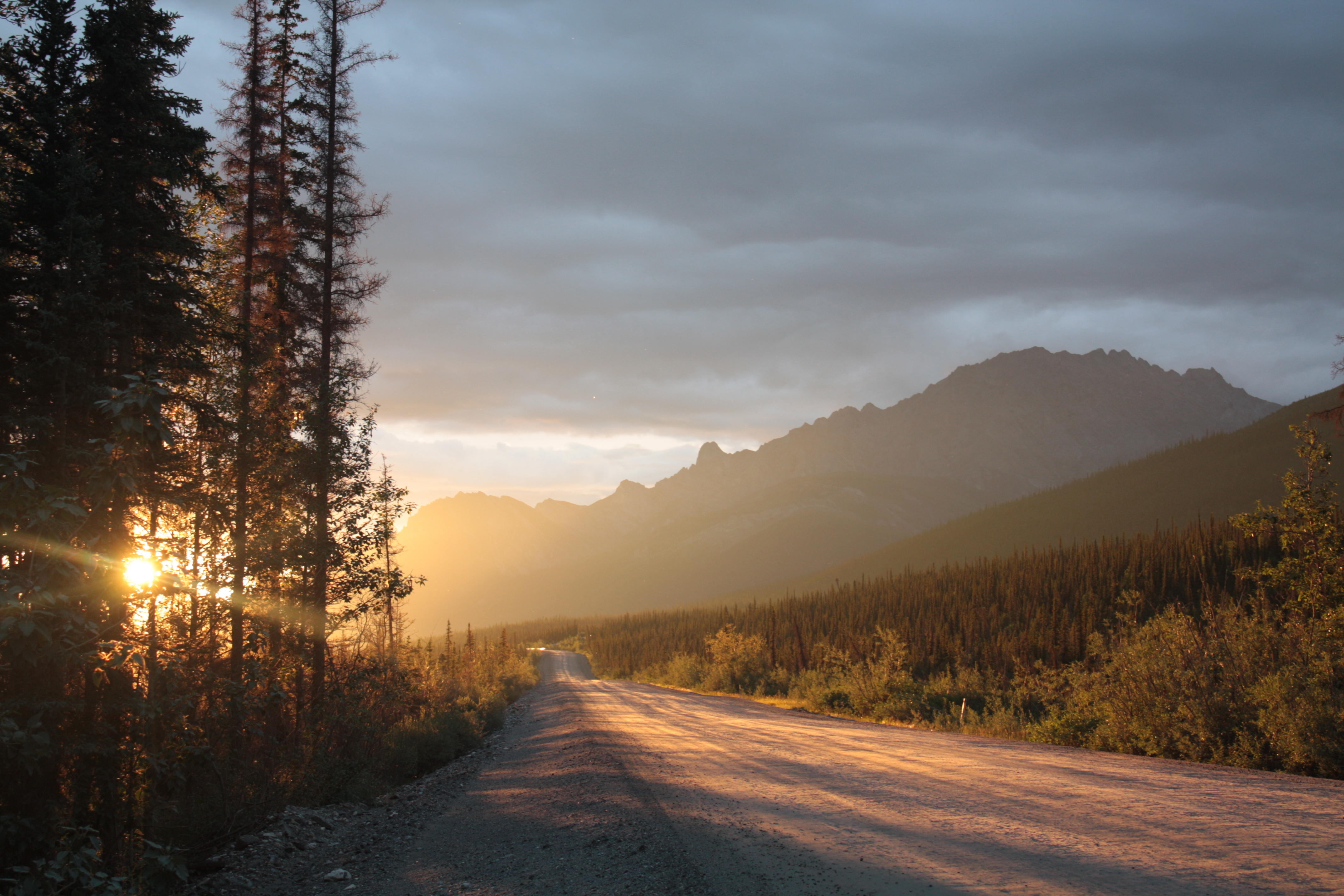
Sonnenaufgang östlich des Gates-of-the-Arctic-Nationalparks

### Überblick

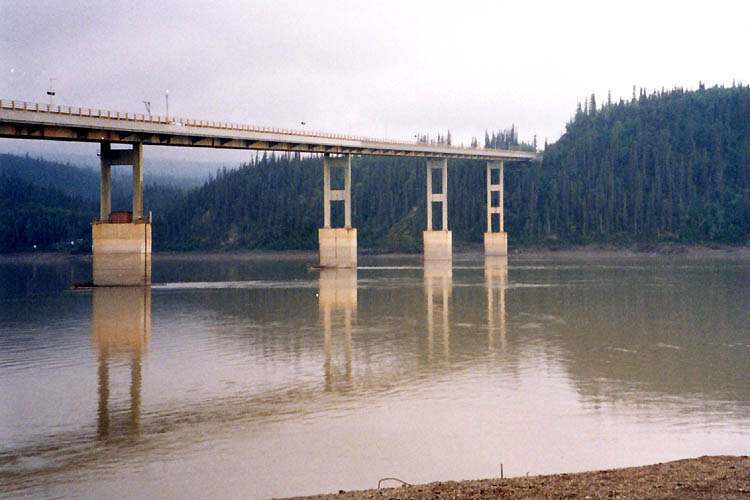
E. L. Patton Yukon River Bridge über den Yukon River

Die Zufahrt zum Dalton Highway erfolgt über Fairbanks bis nach Livengood (128 km, 80 mi).
| Ort / Fluss     | Entfernung in mi | Entfernung in km | Bemerkungen                                                     |
| --------------- | ---------------- | ---------------- | --------------------------------------------------------------- |
| Elliott Highway | 0                | 0                | nahe Livengood                                                  |
| Hess Creek      | 21               | 34               | Nebenfluss des Yukon River                                      |
| Yukon River     | 34               | 54               | E. L. Patton Yukon River Bridge                                 |
| Kanuti River    | 52               | 83               | 282 km langer linker Nebenfluss des Koyukuk River               |
| Fish Creek      | 7                | 12               | Brücke über den Fish Creek                                      |
| Polarkreis      | 1                | 2                | Rastplatz mit Monument                                          |
| Bonanza Creek   | 15               | 24               | Brücken über die beiden Quellflüsse des Bonanze Creek           |
| Jim River       | 10               | 16               | drei Brücken hintereinander                                     |
| Koyukuk River   | 17               | 28               | südliche Gabel, es folgen noch die mittlere und nördliche Gabel |
| Coldfoot        | 18               | 29               | altes Goldgräberdorf am Koyukuk River                           |
| Wiseman         | 14               | 22               | drei Meilen vom Highway entfernt                                |
| Chandalar Shelf | 9                | 15               | nach der Brücke beginnt die Lawinenzone (rund 40 Lawinenhänge)  |
| Atigun Pass     | 59               | 81               | 1444 m hoher Gebirgspass                                        |
| Deadhorse       | 157              | 266              | Endpunkt des Dalton Highway                                     |
| gesamt          | 414              | 666              |                                                                 |

Der Dalton Highway wird häufig als „gefährlichste Straße der USA“ bezeichnet. Dies betrifft sowohl den – sich witterungsbedingt – schnell ändernden Ausbauzustand als auch den Schwerlastverkehr, der unter Zeitdruck steht und deshalb mit hohem Tempo ziemlich rücksichtslos unterwegs ist. Durch Permafrost bedingt, ist der Highway überwiegend (69 %) Schotterstraße mit starken, quer zur Fahrbahn verlaufenden Bodenwellen (englisch corrugations; Wellblechpiste).

### Einzelheiten
Der Dalton Highway beginnt nördlich von Livengood am Elliott Highway. Es folgen mehrere Brücken, unter anderem über den Hess Creek, Yukon River oder Kanuti River, vorbei an arktischer Tundra. Die E. L. Patton Yukon River Bridge ist 700 Meter lang und wurde im Oktober 1975 eröffnet. Nach 185 km (115 mi) wird der Polarkreis (englisch arctic circle) erreicht, der mit einem Monument markiert ist. Es folgen weitere Flussüberquerungen des Jim River (drei Brücken) und Koyukuk River, bevor Coldfoot mit seinem 34 Einwohnern erreicht wird. Hier gibt es Tankstelle, Restaurant und Übernachtung. Zwischen Coldfoot und Deadhorse gibt es auf einer 384 Kilometer langen Strecke keine Versorgungsmöglichkeiten. Nach 22 km (14 mi) führt der Highway in die von Goldgräbern gegründete Ortschaft Wiseman mit 14 ständigen Einwohnern. Der Atigun Pass ist mit 1444 Metern die höchste Stelle am Highway und ist ein Gebirgspass über die Brookskette.
Endpunkt für Touristen ist Deadhorse, ein gemeindefreies Gebiet (englisch unincorporated community) mit 162 Einwohnern und allen touristischen Fazilitäten. Saisonarbeiter können im kurzen Sommer die Einwohnerzahl auf über 5000 ansteigen lassen.
Von Deadhorse bis zur Prudhoe Bay (4,8 km, 3 mi) über den Abzweig zur Sag River Road dürfen lediglich Fahrzeuge mit Sondergenehmigung fahren, da Prudhoe Bay nur aus Ölförderanlagen, Spezialfahrzeugen und technischen Einrichtungen wie dem Beginn der Trans-Alaska-Pipeline besteht.

## Sonstiges
Außer dem Dalton Highway führt mit dem Dempster Highway im kanadischen Yukon nur ein weiterer Highway in Nordamerika über den Polarkreis.